# Aczél Zoltán
Aczél Zoltán (Budapest, 1967. március 13. –) magyar labdarúgó, labdarúgó-edző, szövetségi edző.

## Pályafutása

### Játékosként
1988 májusában az Újpesti Dózsa csapatában mutatkozott be az NB I-ben, majd Siófokon játszott 1988 és 1991 között. Dél-Koreában légióskodott a Daewoo Royalsnál. A rövid külföldi futball kitérő után újra Magyarországon, újra az Újpestnél kapott lehetőséget, ahol 3 évig játszott. Onnan Vácra és ismét a légiósnak állt a svájci Lausanne-ba, majd visszakerül a Pécsi MFC-hez. 1996 - 1998 között Ausztriában légióskodott SV Ried és a TSV Hartberg játékosaként. 1998-ban visszatért Pécsre. Labdarúgó pályafutását a Dabas játékos-edzőjeként fejezte be.

### A válogatottban
1990-ben két alkalommal szerepelt a válogatottban, Törökország és Anglia ellen.

### Edzőként
Komolyabban edzőként Újpesten kezdett dolgozni, az utánpótlásban. Első élvonalbeli klubja a Rákospalotai EAC volt 2006-ban. 2008-ban a kiesőhelyen álló REAC-tól elküldték szezon közben a szintén a kiesés ellen küzdő BFC Siófokhoz. A klub kiesett és ismét klubot keresett magának. Egy rövid ideig úgy nézett ki, hogy William McStay segítője lesz Újpesten, de mivel csak harmadik számú edzőként számoltak vele és közvetlenül nem szólhatott bele a folyó munkába ezért közös megegyezéssel szerződést bontott. 2008. májusától szövetségi edző, Erwin Koeman segítője. 2009 őszén a Diósgyőri VTK alkalmazásában állt, de a december 31-én lejáró szerződését a klub nem hosszabbította meg.

## Bundaügy
2011. november 30-án a Videoton-Haladás Magyar Kupa-mérkőzést követően őrizetbe vették a Nemzeti Nyomozó Iroda munkatársai. 2011. december 2-án 30 napos előzetes letartóztatásba helyezték kötelességszegés és vesztegetés gyanúja miatt. A gyanú szerint Aczél a 2009. április 21-én lejátszott Honvéd-Siófok (2-2) Magyar Kupa-elődöntő előtt elfogadta játékosai, Sütő László és Horváth Gábor ajánlatát, amely arra vonatkozott, hogy fejenként 3-4000 euró ellenében legalább két góllal elveszítik a mérkőzést. A tréner ekkor azt ígérte, hogy a mérkőzésen a csapatot ennek megfelelően fogja összeállítani. Az elkövetői kör végül Aczél és játékosai hajlandósága ellenére a mérkőzésre nem tette meg a fogadását, így a megállapodás szerinti jogtalan kifizetésre nem került sor. A 2009. május 23-i ZTE-Siófok bajnoki előtt Aczél - a gyanú szerint - szintén elfogadta két játékosa ajánlatát, melynek értelmében 4000 euró ellenében ő is részt vesz a mérkőzés eredményének befolyásolásában. Aczél - a gyanú szerint - tudva arról, hogy a manipulációban játékosként pontosan kik vesznek részt, a mérkőzésen a csapatot ennek megfelelően állította össze és a meccs után átvette a neki ígért 4000 eurót. 2011. december 9-én szabadlábra helyezték. 5 nappal később felbontották a szerződését a Haladás csapatánál. 2017. június 22-én a Fővárosi Ítélőtábla fogadási csalás vádpontjában bűnösnek találta és egy év börtönre - hat hónapra felfüggesztve -, valamint 100 ezer forint vagyonelkobzásra ítélte.

## Statisztika

### Mérkőzései a válogatottban
| Magyarország | Magyarország         | Magyarország                  | Magyarország | Magyarország | Magyarország | Magyarország | Magyarország | Magyarország |
| #            | Dátum                | Helyszín                      | Hazai        | Eredmény     | Vendég       | Kiírás       | Gólok        | Esemény      |
| ------------ | -------------------- | ----------------------------- | ------------ | ------------ | ------------ | ------------ | ------------ | ------------ |
| 1.           | 1990. szeptember 5.  | Budapest, Megyeri úti Stadion | Magyarország | 4 – 1        | Törökország  | barátságos   | -            |              |
| 2.           | 1990. szeptember 12. | London, Wembley Stadion       | Anglia       | 1 – 0        | Magyarország | barátságos   | -            | 73'          |
|              | Összesen             |                               |              | 2            | mérkőzés     |              | 0            | gól          |